# بخش کالیمپونگ
بخش کالیمپونگ (به انگلیسی: Kalimpong district) یک منطقهٔ مسکونی در هند است که در بخش جالپایگوری واقع شده‌است. بخش کالیمپونگ ۱٬۰۵۳٫۶۰ کیلومتر مربع مساحت و ۲۵۱٬۶۴۲ نفر جمعیت دارد.